# Adama Traoré (labdarúgó, 1996)
Adama Traoré Diarra (L’Hospitalet de Llobregat, 1996. január 25. –) mali származású spanyol labdarúgó; csatár. A Premier League-ben szereplő  Fulham játékosa.

## Pályafutása

### Korai évei
Traoré 2004-ben csatlakozott mindössze 8 évesen az FC Barcelona ifjúsági csapatához, az L'Hospitalet klubjától.

### FC Barcelona

#### Barca B

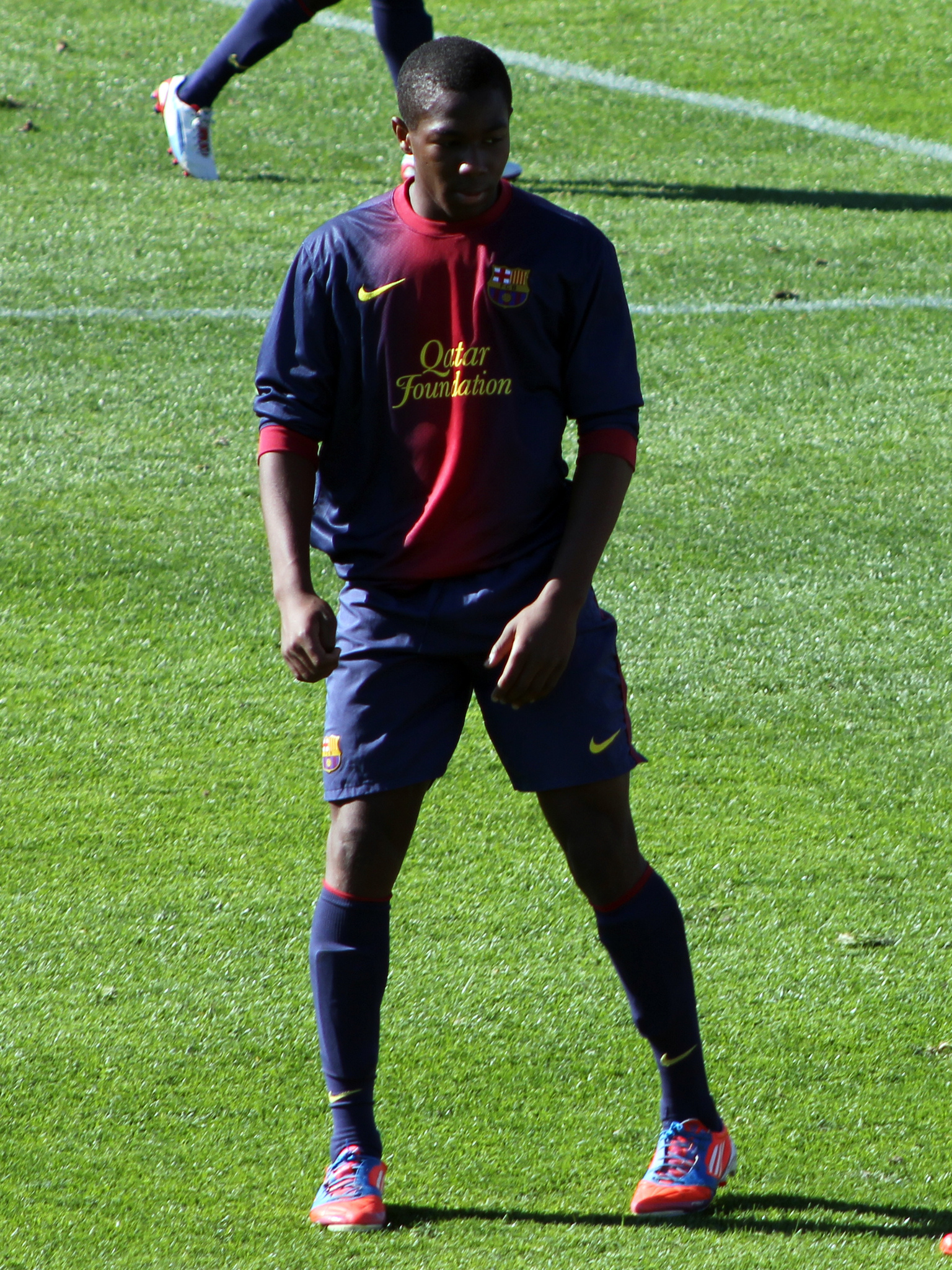
Traoré 2012-ben a Barcelona B játékosaként.

2013. április 13-án nevezték először a tartalékcsapatban, a spanyol másodosztály 2012/13-as szezonjában a CD Numancia elleni találkozón. 
Majd a következő szezonban, október 6-án mutatkozott be az SD Ponferradina elleni 1–0-s vendégbeli mérkőzésen. A 78. percben Frank Bagnackot váltva.
2014. január 5-én jegyezte első gólját, az AD Alcorcón elleni 2–2-s összecsapáson. 
2015. június 7-én játszotta az utolsó mérkőzését, az Recreativo Huelva elleni 2–0-s vendégbeli találkozón.

#### A felnőttcsapatban
2013. november 23-án 17 évesen és 302 naposan mutatott be a csapatban a Granada CF elleni hazai 4–0-s bajnoki találkozón. Csereként a 83. percben Neymart váltotta.
Majd három nappal később, játszotta első Bajnokok Ligája mérkőzését, az Ajax elleni 2–1-s idegenbeli összecsapáson. Cesc Fàbregast váltotta a találkozó 82. percében.
2014. december 16-án először lépett pályára a spanyol labdarúgókupa, SD Huesca elleni 8–1-s hazai diadalon. Négy perccel később cseréjét követően, a 78. percben megszerezte nagycsapatban az első és utolsó gólját.

### Aston Villa
2015. augusztus 14-én az angol Premier League-ben szereplő Aston Villa 7 000 000 fontért megvásárolta, és ötéves szerződést írt alá a csatárral. A csapatban augusztus 22-én csereként debütált, a 69. percben Carlos Sánchezt váltotta a Crystal Palace elleni, 2–1-re elveszített idegenbeli mérkőzésen. 2015. augusztus 15-én játszotta első Ligakupa mérkőzését, a Notts County FC elleni 5–3-s hazai találkozón és megszerezte első gólját.
2016. augusztus 13-án játszotta utolsó mérkőzését, a Rotherham United elleni másodosztályú bajnoki találkozón.

### Middlesbrough
2016. augusztus 31-én négyéves szerződést kötött a csapattal, nem hozták nyilvánosságra az átigazolási díjat.
Szeptember 10-én debütált a csapatban, a 81. percben Cristhian Stuanit váltotta. A Crystal Palace elleni 1–2 végeredményű idegenbeli találkozón. Ebben a szezonban 31 mérkőzésen, egyetlen gólt sem jegyzett.

### Wolverhampton Wanderers
2018. augusztus 8-án szerződtették a Middlesbrough csapatától, 2023 nyaráig.
Tíz nappal később mutatkozott be a Premier League 2. fordulójában a Leicester City ellen. Szeptember 1-én szerezte meg a csapatban, és a bajnokságban az első gólját a West Ham United ellen, amivel megnyerték a mérkőzést.
2019. október 6-án az 50. Premier League mérkőzésen, két gólt szerzett a Manchester City otthonában. November 28-án először volt eredményes nemzetközi kupasorozatban az Európa Ligában az SC Braga ellen a 3–3-as idegenbeli csoportmérkőzésen.

### Ismét Barcelona
2022. január 29-én a 2021–22-es idény végéig kölcsönvette korábbi klubja a Barcelona. A katalán klubnak opciós joga lesz a végleges megvásárlására.
Február 6-án debütált második alkalommal a csapatban, a bajnokság 23. fordulójában az Atlético Madrid elleni 4–2-re megnyert összecsapáson, a mérkőzés 21. percében egy asszisztot is kiosztott, amit Gavi váltott gólra, ezzel a találattal fordították meg 2–1-re az eredményt. Február 13-án ismét gólpasszal vette ki részét az RCD Espanyol elleni városi rangadón, az utolsó percekben Luuk de Jongot szolgálta ki, ennek köszönhetően a mérkőzés 2–2-re végződött. Február 17-én lépett pályára első alkalommal a klub színeiben az Európa Ligában, egy 1–1-s találkozón az SSC Napoli ellen.

### Fulham
2023. augusztus 12-én két évre leigazolta a londoni együttes, miután lejárt a szerződése a Wolverhamptonnál.
Augusztus 19-én mutatkozott be a Premier League 2023–2024-es idény - második fordulójában a Brentford ellen 3–0-ra elvesztett bajnokin, az utolsó négy percre állt be Raúl Jiménez-t váltva.
Augusztus 29-én lépett pályára kezdőként a Tottenham Hotspur elleni EFL Kupa mérkőzésen.

## A válogatottban

### Spanyolország
2013 nyarán tagja volt annak az U19-es válogatottnak, amely képviselte Spanyolországot a 2013-as Európa Bajnokságon.
2018. március 22-én debütált az U21-es csapatban, a 2019-es U21-es Európa Bajnokság selejtezőjében Észak-Írország ellen.
2019. november 9-én Rodrigo helyett behívták a 23 fős keretbe, a Málta és a Románia elleni EB selejtező mérkőzéseire. Mivel megsérült az Aston Villa elleni bajnokin, így nem tudott a válogatott szolgálatába állnia.
2020 augusztusában ismét meghívott kapott, a 2020–2021-es UEFA Nemzetek Ligája első két mérkőzéseire. Augusztus 31-én pozitív lett a koronavírus tesztje, így kikerült a keretből. Majd a német mérkőzés után a második tesztje negatív lett. Így szeptember 3-án újra csatlakozott a kerethez. Három nappal később pedig a PCR-tesztje magas antitestszámot mutatott, így kikerült megint keretből.
De október 7-én nem szólt közbe semmi, így a Portugália elleni döntetlen barátságos mérkőzés 62. percében csereként tudott debütálni a csapatban.
Három nappal később tétmérkőzésen is bemutatkozott, csereként az 53. percben Ansu Fati helyett, a Svájc elleni 1–0-s hazai összecsapáson.

## Statisztika
2023. augusztus 26-i állapot szerint.
| Klub                    | Szezon           | Bajnokság        | Bajnokság | Bajnokság | Kupa  | Kupa  | Ligakupa | Ligakupa | Nemzetközi | Nemzetközi | Egyéb | Egyéb | Összes | Összes |
| Klub                    | Szezon           | Liga             | Mérk.     | Gólok     | Mérk. | Gólok | Mérk.    | Gólok    | Mérk.      | Gólok      | Mérk. | Gólok | Mérk.  | Gólok  |
| ----------------------- | ---------------- | ---------------- | --------- | --------- | ----- | ----- | -------- | -------- | ---------- | ---------- | ----- | ----- | ------ | ------ |
| Barcelona B             | 2013–14          | Segunda División | 26        | 5         | —     | —     | —        | —        | —          | —          | —     | —     | 26     | 5      |
| Barcelona B             | 2014–15          | Segunda División | 37        | 3         | —     | —     | —        | —        | —          | —          | —     | —     | 37     | 3      |
| Barcelona B             | Összesen         | Összesen         | 63        | 8         | —     | —     | —        | —        | —          | —          | —     | —     | 63     | 8      |
| Barcelona               | 2013–14          | La Liga          | 1         | 0         | 0     | 0     | —        | —        | 1          | 0          | 0     | 0     | 2      | 0      |
| Barcelona               | 2014–15          | La Liga          | 0         | 0         | 2     | 1     | —        | —        | 0          | 0          | —     | —     | 2      | 1      |
| Barcelona               | Összesen         | Összesen         | 1         | 0         | 2     | 1     | —        | —        | 1          | 0          | 0     | 0     | 4      | 1      |
| Aston Villa             | 2015–16          | Premier League   | 10        | 0         | 0     | 0     | 1        | 1        | —          | —          | —     | —     | 11     | 1      |
| Aston Villa             | 2016–17          | Championship     | 1         | 0         | 0     | 0     | 0        | 0        | —          | —          | —     | —     | 1      | 0      |
| Aston Villa             | Összesen         | Összesen         | 11        | 0         | 0     | 0     | 1        | 1        | —          | —          | —     | —     | 12     | 1      |
| Middlesbrough           | 2016–17          | Premier League   | 27        | 0         | 4     | 0     | 0        | 0        | —          | —          | —     | —     | 31     | 0      |
| Middlesbrough           | 2017–18          | Championship     | 34        | 5         | 2     | 0     | 2        | 0        | —          | —          | 2     | 0     | 40     | 5      |
| Middlesbrough           | Összesen         | Összesen         | 61        | 5         | 6     | 0     | 2        | 0        | —          | —          | 2     | 0     | 71     | 5      |
| Wolverhampton Wanderers | 2018–19          | Premier League   | 29        | 1         | 5     | 0     | 2        | 0        | —          | —          | —     | —     | 36     | 1      |
| Wolverhampton Wanderers | 2019–20          | Premier League   | 37        | 4         | 2     | 0     | 0        | 0        | 15         | 2          | —     | —     | 54     | 6      |
| Wolverhampton Wanderers | 2020–21          | Premier League   | 37        | 2         | 3     | 1     | 1        | 0        | —          | —          | —     | —     | 41     | 3      |
| Wolverhampton Wanderers | 2021–22          | Premier League   | 20        | 1         | 1     | 0     | 2        | 0        | —          | —          | —     | —     | 23     | 1      |
| Wolverhampton Wanderers | 2022–23          | Premier League   | 34        | 2         | 2     | 0     | 4        | 1        | —          | —          | —     | —     | 40     | 3      |
| Wolverhampton Wanderers | Összesen         | Összesen         | 157       | 10        | 13    | 1     | 9        | 1        | 15         | 2          | —     | —     | 194    | 14     |
| Barcelona (kölcsön)     | 2021–22          | La Liga          | 11        | 0         | 0     | 0     | —        | —        | 6          | 0          | —     | —     | 17     | 0      |
| Barcelona (kölcsön)     | Összesen         | Összesen         | 11        | 0         | 0     | 0     | —        | —        | 6          | 0          | 0     | 0     | 17     | 0      |
| Fulham                  | 2023/24          | Premier League   | 2         | 0         | 0     | 0     | 1        | 0        | —          | —          | —     | —     | 3      | 0      |
| Fulham                  | Összesen         | Összesen         | 2         | 0         | 0     | 0     | 1        | 0        | 0          | 0          | 0     | 0     | 3      | 0      |
| Karrier összesen        | Karrier összesen | Karrier összesen | 306       | 23        | 21    | 2     | 13       | 2        | 22         | 2          | 2     | 0     | 364    | 29     |

1. ↑  Tartalmazza a Copa del Rey-t, FA Cup-t
2. ↑  Tartalmazza az EFL Cup-t
3. ↑  Mérkőzése(i) a Bajnokok ligájában
4. ↑  Mérkőzése(i) az Championship play-offs-ban
5. 1 2  Mérkőzése(i) az Európa ligában

### A válogatottban
2021. szeptember 8-i állapot szerint.
| Spanyolország | Spanyolország | Spanyolország |
| Év            | Mérk.         | Gólok         |
| ------------- | ------------- | ------------- |
| 2020          | 5             | 0             |
| 2021          | 3             | 0             |
| Összesen      | 8             | 0             |

### Közösségi platformok
- Adama Traoré a Facebookon
- Adama Traoré az Instagramon
- Adama Traoré a Twitteren

### Egyéb weboldalak
- Adama Traoré adatlapja a(z) Fulham weboldalán (angolul)
- Adama Traoré adatlapja a(z) Premier League weboldalán (angolul)
- Adama Traoré a(z) FC Barcelona weboldalán (angolul)
- Adama Traoré adatlapja a Transfermarkt oldalon (angolul)
- Adama Traoré adatlapja a Soccerway oldalon (angolul)